# Oliver Lukić
Oliver Lukić (* 22. September 2006 in Wien) ist ein kroatisch-österreichischer Fußballspieler.

## Karriere

### Verein
Lukić begann seine Karriere beim FK Austria Wien, bei dem er ab der Saison 2020/21 auch in der Akademie spielte. Zur Saison 2022/23 wechselte er in die Akademie des FC Red Bull Salzburg. Im Mai 2023 stand er gegen den SK Rapid Wien II erstmals im Kader des Farmteams FC Liefering. Sein Debüt für Liefering in der 2. Liga gab er dann im selben Monat, als er am 28. Spieltag der Saison 2022/23 gegen den SV Lafnitz in der 75. Minute für Zeteny Jano eingewechselt wurde.
Im August 2024 debütierte Lukić gegen Dynamo Kiew in der Qualifikation zur UEFA Champions League für Red Bull Salzburg.

### Nationalmannschaft
Lukić spielte im September 2021 erstmals für eine österreichische Jugendnationalauswahl. Im September 2022 debütierte er gegen Dänemark im U-17-Team. Im Juni 2023 spielte er gegen Bulgarien erstmals für die U-18-Auswahl.
2024 wechselte Lukić den Verband und debütierte anschließend im Februar 2024 für die kroatische U-19-Auswahl.